# Wilhelm Rautenbusch
Wilhelm Rautenbusch (* 10. Juni 1806 in Goddelau; † 23. April 1880 in Darmstadt) war Kreisrat im Großherzogtum Hessen.

## Familie
Wilhelm Rautenbusch stammte aus der Pfarrersfamilie Rautenbusch. Sein Vater, Philipp Reinhard Rautenbusch (1762–1813), war Pfarrer in Goddelau.
Wilhelm Rautenbusch heiratete 1838 Amalie von Grolman (1813–1890), die Tochter des Geheimrats Friedrich von Grolman.

## Karriere
Das Studium der Rechtswissenschaften schloss Wilhelm Rautenbusch mit einer Promotion ab. Anschließend war er Akzessist am Hofgericht Darmstadt. Von dort wechselte er in die Verwaltung, als mit der Gebietsreform von 1832 neu Kreise geschaffen wurden und wurde Sekretär (stellvertretender Kreisrat) des Kreises Alsfeld. 1835 wechselte er – wohl in gleicher Funktion – zum Kreis Dieburg, bevor er 1843 selbst Kreisrat wurde, im Kreis Heppenheim. Mit der durch die Revolution von 1848 im Großherzogtum Hessen ausgelösten Verwaltungsreform wurden Regierungsbezirke gebildet und die Kreise aufgelöst. Rautenbusch wurde nun Mitglied der Regierungskommission des Regierungsbezirks Friedberg. Seine Kollegen waren Wilhelm Georg Ludwig Ouvrier, zuletzt Kreisrat des Kreises Grünberg, und Johann Valentin Krach. Mit dem Sieg der Reaktion unter Ministerpräsident Reinhard Carl Friedrich von Dalwigk wurde die Verwaltungsreform 1852 wieder rückgängig gemacht, die alte Verwaltungsstruktur weitgehend wieder hergestellt und der Regierungsbezirk Friedberg aufgelöst. Die Stelle von Wilhelm Rautenbusch in Friedberg entfiel. Er erhielt dafür die eines Kreisrates im Kreis Nidda. 1874 wurde der Kreis Nidda aufgelöst und er ging in den Ruhestand.

## Ehrungen
- 1860 Ritterkreuz I. Klasse des Verdienstordens Philipps des Großmütigen
- 1874 Geheimer Regierungsrat, i. R.[8]